# Альціона
Координати:  03г 47м 29.0765с, +24° 06′ 18.494″
Альціо́на (η Тельця) — зоря 3-ї зоряної величини, сьома за яскравістю в сузір'ї Тельця, найяскравіша в зоряному скупченні Плеяди. В середніх широтах її видно цілий рік.
Назва зорі походить від імені Алкіони — однієї з міфічних Плеяд, доньки Атланта і Плейони, коханої Посейдона.